# Dimitar Ivankov
Dimitr Ivanov Ivankov (bolgár nyelven: Димитър Иванов Иванков) (Szófia, 1975. október 30. –) bolgár válogatott labdarúgó. Kapus létére 42 gólt szerzett és a gólt szerző kapusok listáján a 4. legeredményesebb.

## Pályafutása
A Levszki Szofija csapatánál 275 mérkőzésen 25 gólt szerzett. 2005 júniusában csatlakozott a török Kayserispor együtteséhez. A Török kupa döntőjében nagy szerepet vállalt azzal, hogy két büntetőt értékesített, valamint hármat kivédett, így ő lett a negyedik bolgár aki megnyerte a kupát. 2008. június 9-én a szintén török Bursasporba igazolt. 2011 nyarán a ciprusi Anórthoszi Ammohósztu csapatába igazolt, de pár hónap múlva közösmegeggyezéssel felbontották a megállapodást.
A válogatott tagjaként részt vett a 2004-es Európa-bajnokságon.

## Sikerei, díjai
- Levszki Szofija
  - Bolgár bajnok: 1999–2000, 2000–01, 2001–02
  - Bolgár kupa: 1998, 2000, 2002, 2003, 2005
- Kayserispor
  - Török kupa: 2007–08
- Bursaspor
  - Török bajnok: 2009–10